# 手動機械錶
手動機械錶是靠手動上緊發條來驅動的手錶。

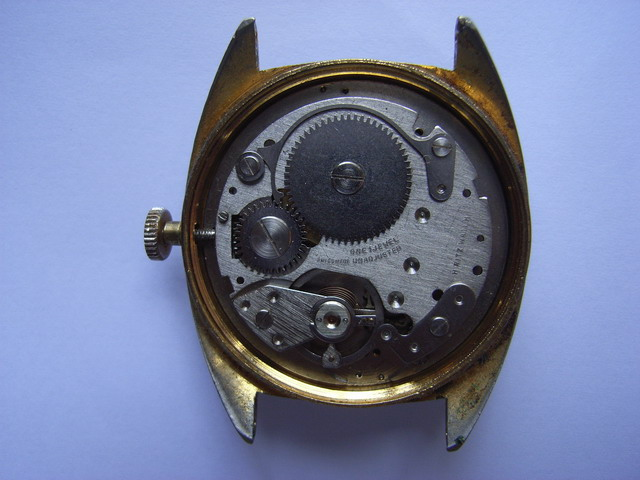
手動機械錶機芯

手動機械錶通常經由轉動錶冠 / 龍頭，來上緊錶內的發條，藉發條系統釋放出動能來啟動手錶的計時功能。所有的這些過程都由機械原理和構造來完成。
經上滿的發條通常可以使手錶行走約30多小時，最長的甚至可達八天或以上（由2組發條提供動力）。如要手錶不停運作，通常建議一天上滿一次發條；但發條上得過緊可能會使發條盒損壞。
另外甚至有人建議在每天相約的時間上發條，其原因是不同時間的溫度對於發條會有所影響，這樣能更好地保養手錶。